# Шиндлер, Осмар
Осмар Шиндлер (нем. Osmar Heinrich Volkmar Schindler; 22 декабря 1867, Буркхардтсдорф — 19 июня 1927, Вахвиц) — немецкий художник, профессор.

## Биография
Родился 22 декабря 1867 года в небольшой деревне Буркхардтсдорф недалеко от Хемница в семье бизнесмена Карла Фридриха Юлиуса Шиндлера и его второй жены Эмили Огюст (урожденной Арнольд). В 1876 году семья переехала в Бишофсверду, где отец умер в 1878 году. 
Поддержка дяди позволила Шиндлеру учиться в Дрезденской художественной академии. Здесь среди его учителей были Фердинанд Пауэлс и Леон Поле.
Путешествовал по Европе, посетив Бельгию, Францию, Италию и Нидерланды. Вернулся в Германию в 1895 году.
С 1900 года преподавал в Дрезденской академии художеств, где в 1903 году стал профессором и работал до 1924 года. В числе его учеников были Георг Гросс и Карл Хануш.
С 1908 года жил в Вахвице, в то время — пригороде Дрездена, где и умер 19 июня 1927 года. Был похоронен на кладбище Лошвиц.
Его работы включают пейзажи, исторические и фигуративные сцены. Делал росписи для церкви Христа в Бишофсверде.

## Семья
Женился в Дрездене 4 августа 1906 года на 40-летней Минне Арнольд (1866—1933). В том же году у них родился сын Эрнст, вскоре умерший. Второй сын Эрхард (1908—1945), которого он изобразил маленьким мальчиком на картине «Маленький всадник» (ок. 1914), пропал без вести в апреле 1945 года во время окончания Второй мировой войны.

## Галерея

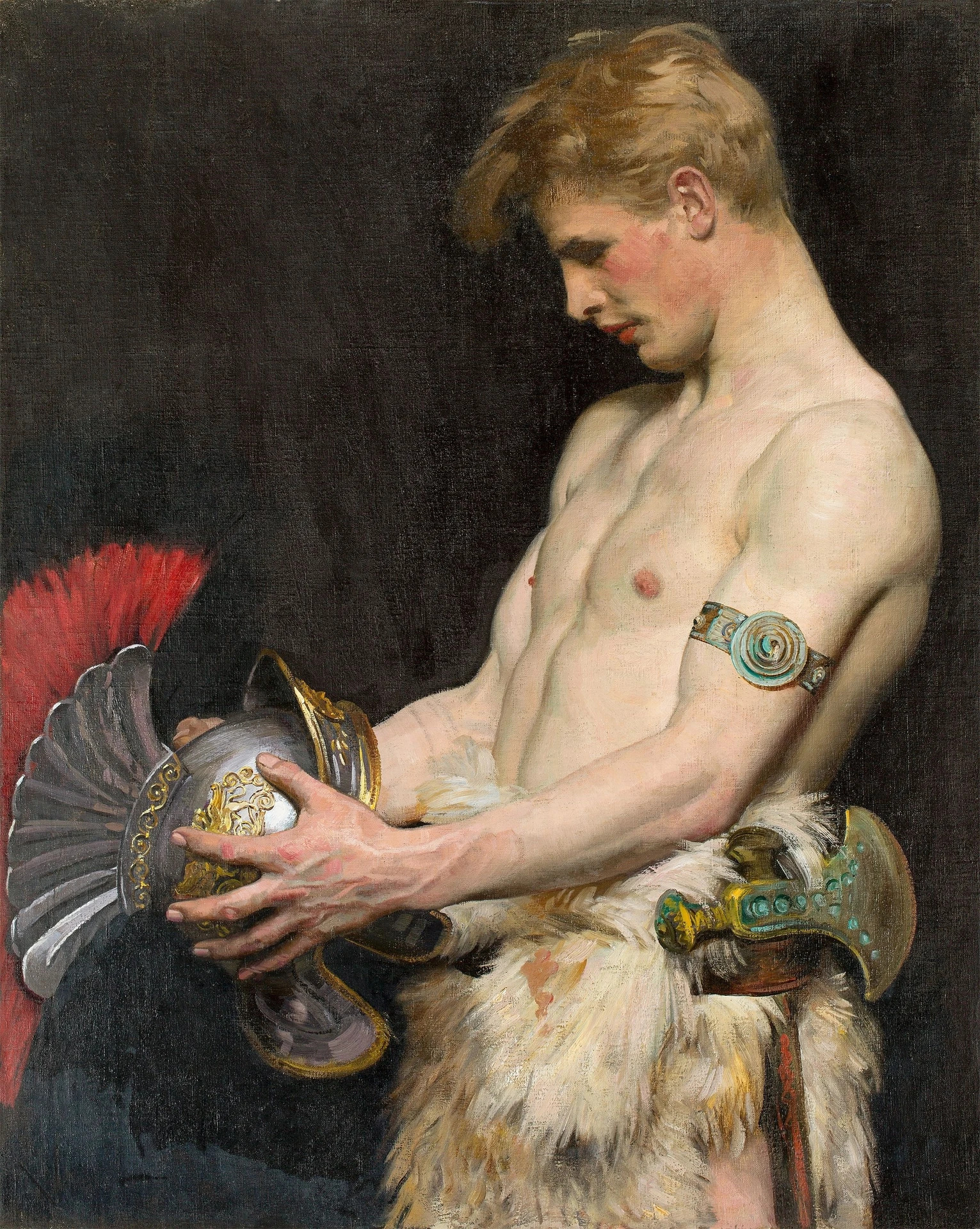
Германец со шлемом поверженного римлянина, 1902.
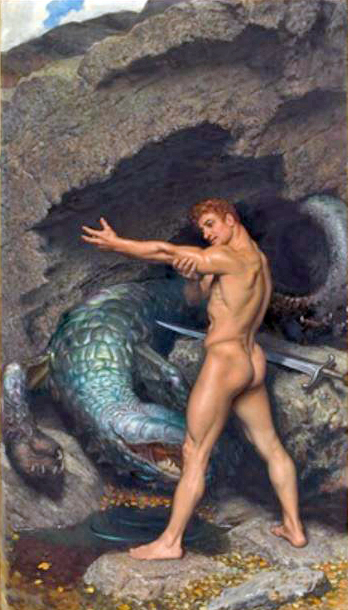
Зигфрид купается в крови дракона
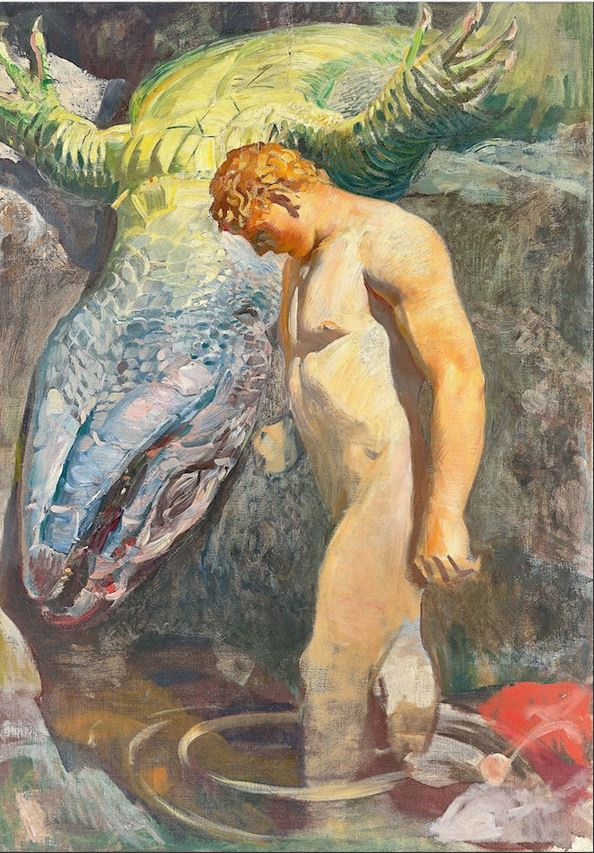
Зигфрид купается в крови дракона; ок. 1900; авторская версия
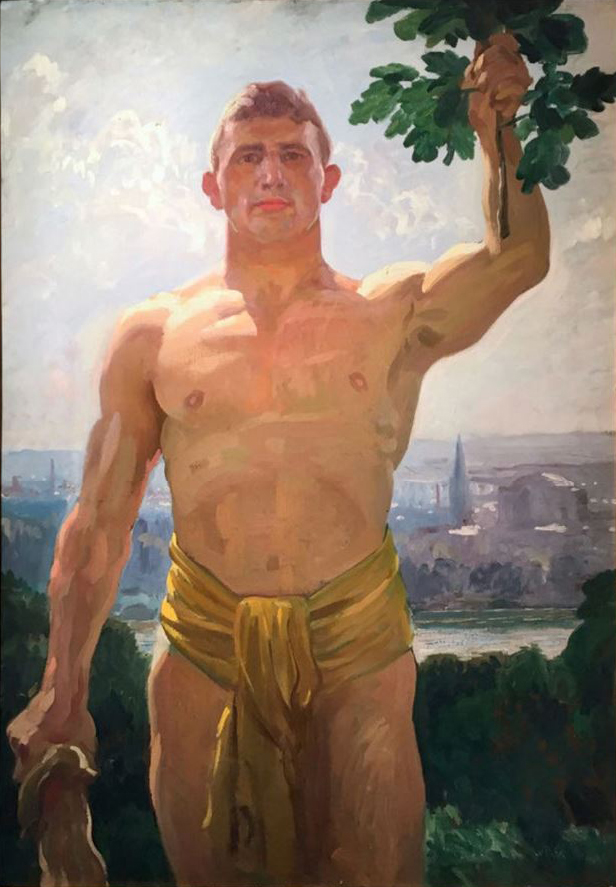
Победитель
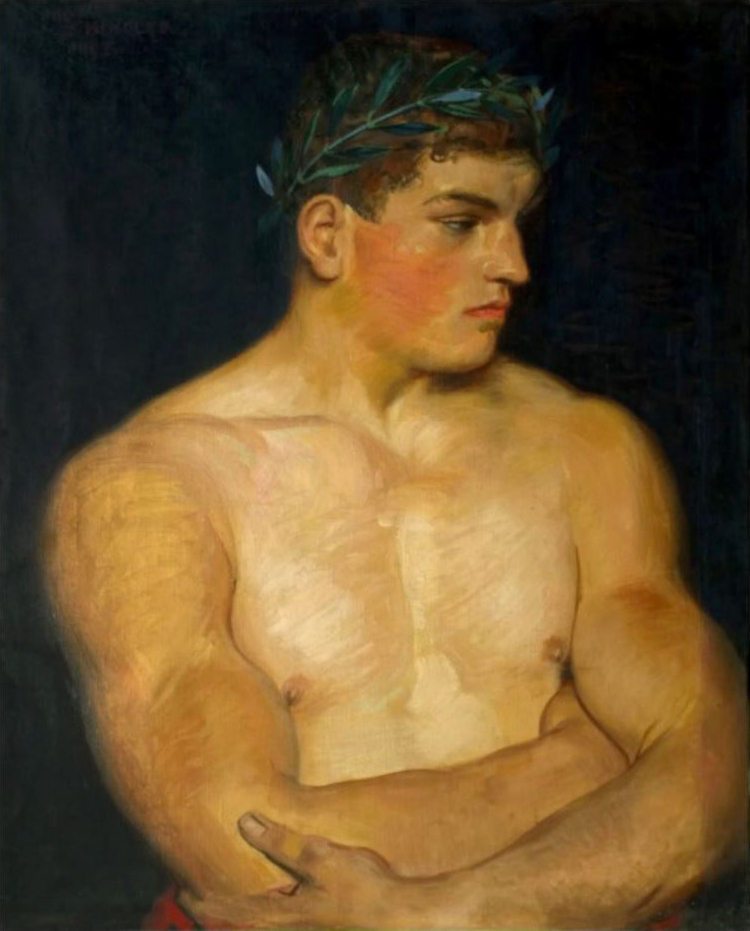
Победитель; авторская версия
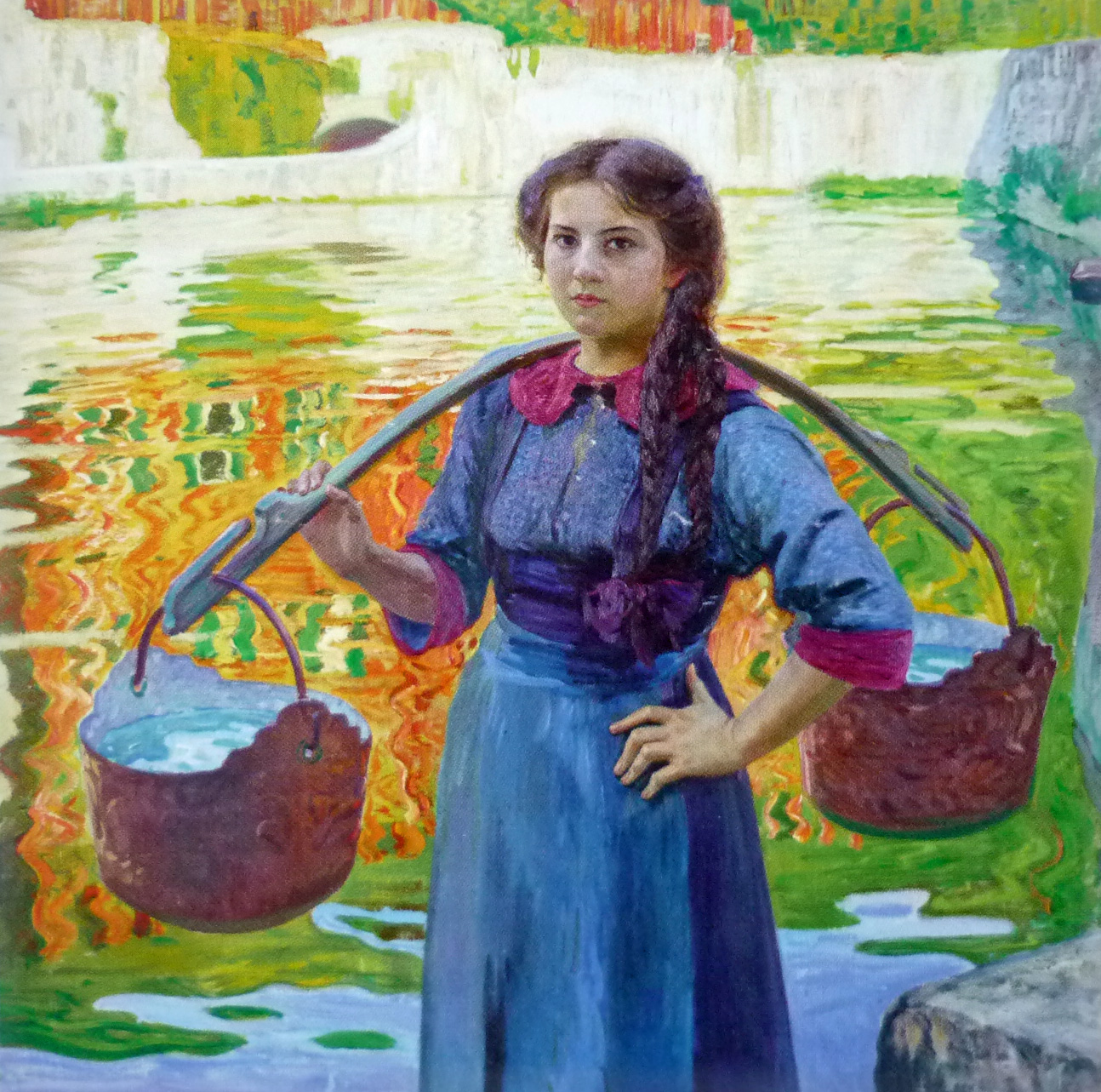
Несущая воду, ок. 1911
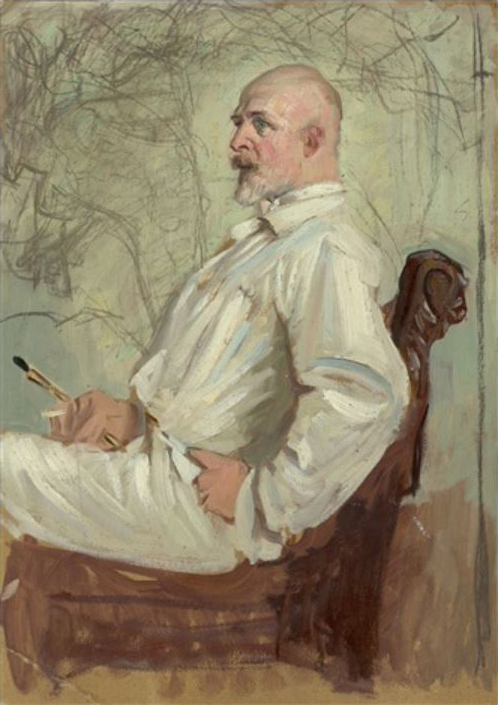
Портрет художника Германа Прелля, 1912
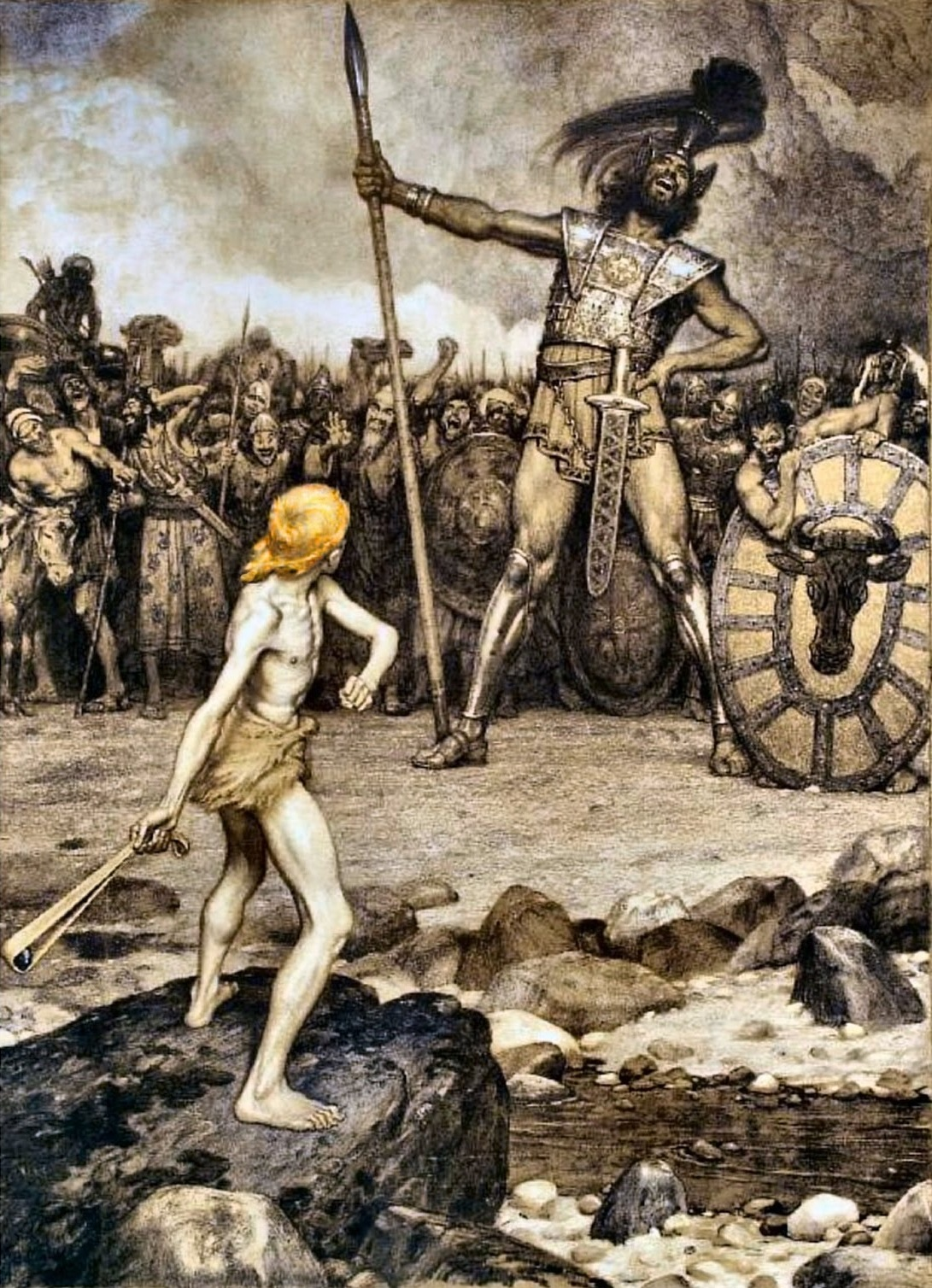
Давид и Голиаф, 1888
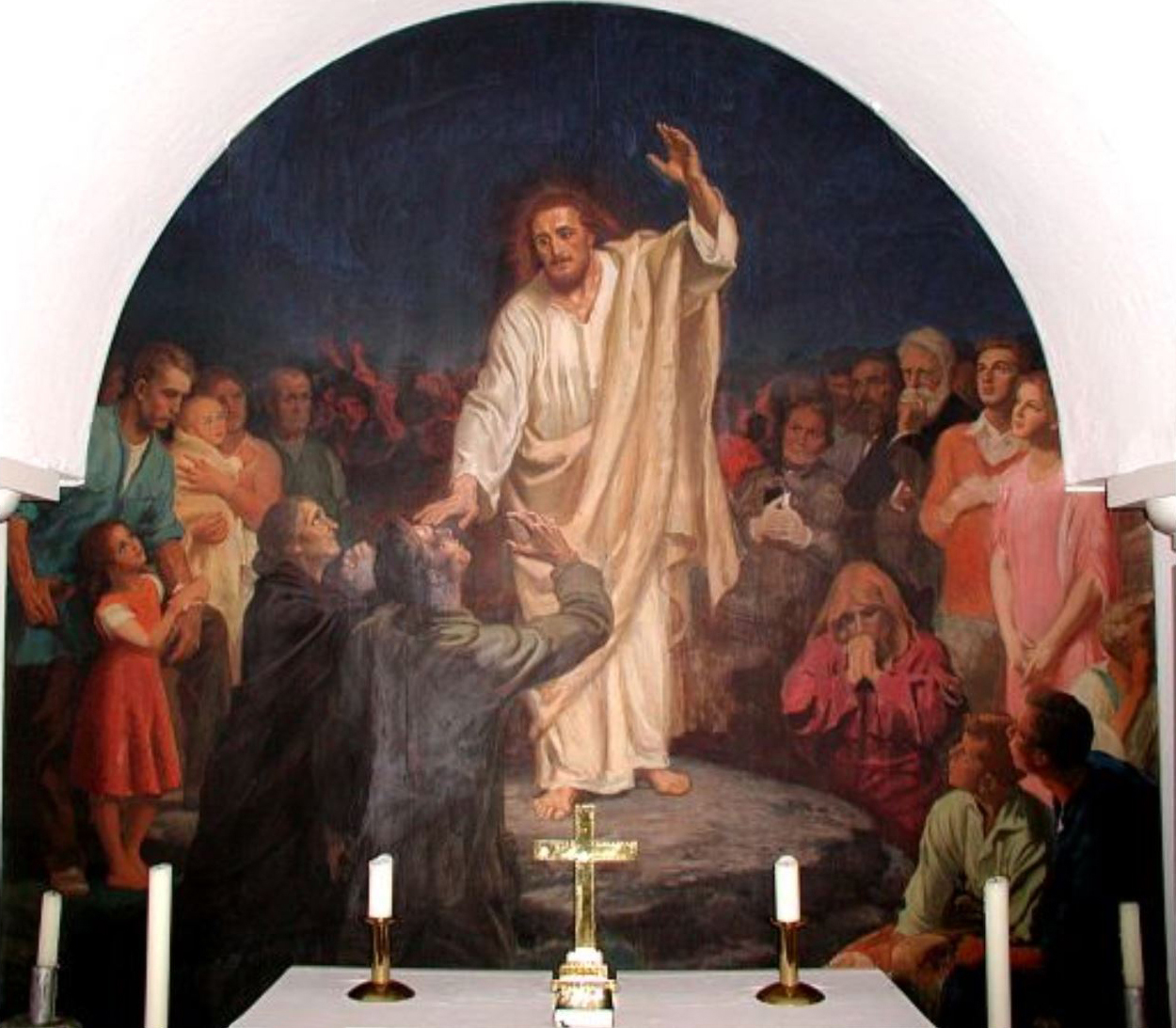
Исцеление слепого, 1927
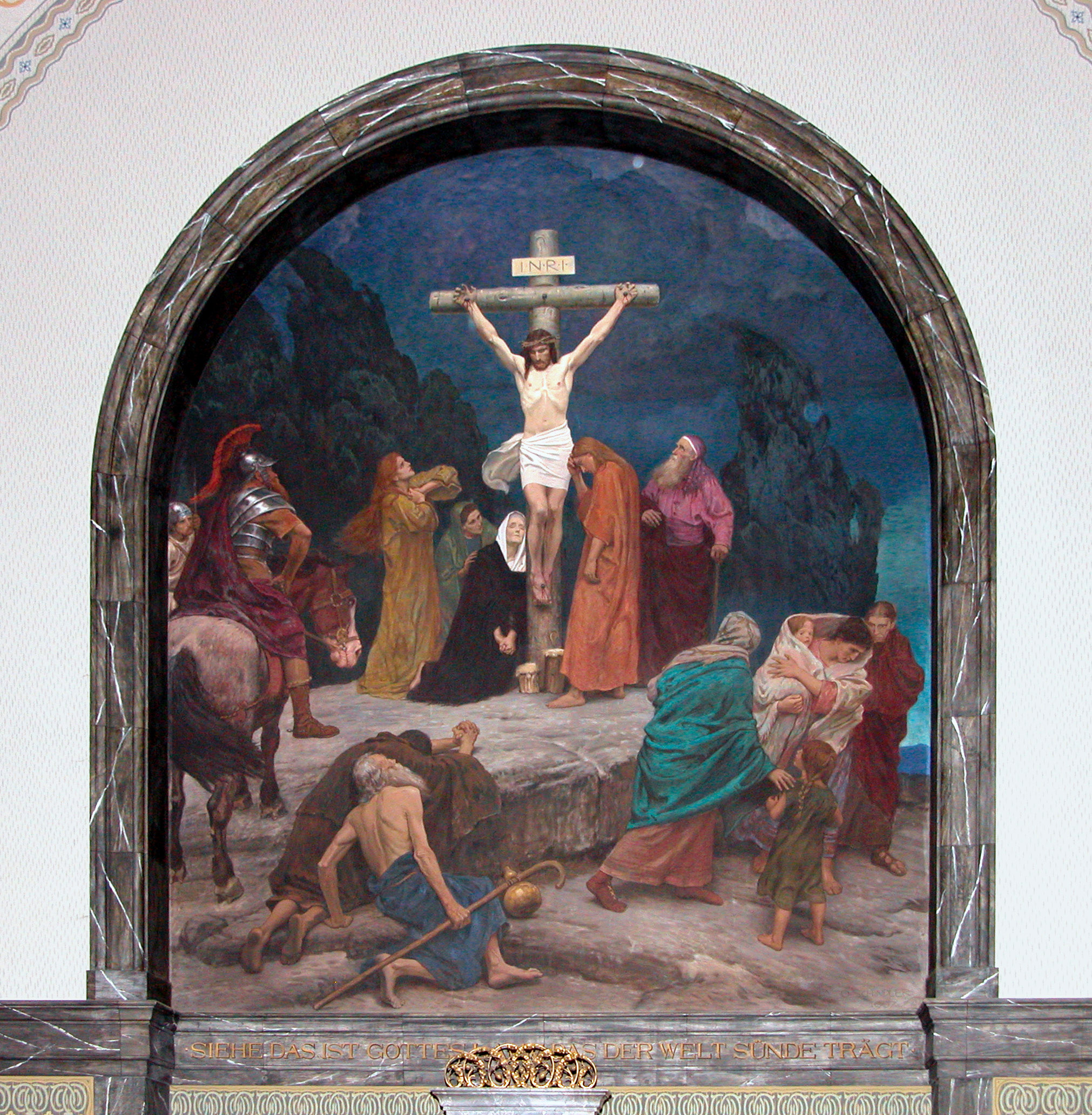
Распятие, 1905—1907
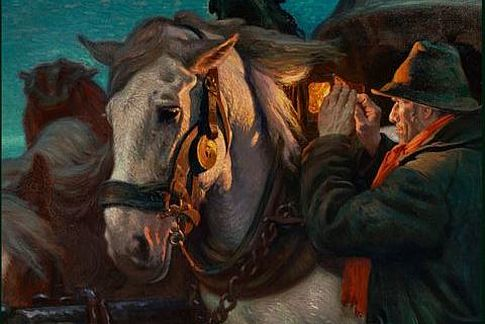
При свете дорожного фонаря, 1901